# Corynorhinus rafinesquii
Corynorhinus rafinesquii là một loài động vật có vú trong họ Dơi muỗi, bộ Dơi. Loài này được Lesson mô tả năm 1827.
Loài này, giống như tất cả các loài dơi ở miền đông nam Hoa Kỳ, là loài ăn côn trùng, sống về đêm và định vị thức ăn chủ yếu bằng cách định vị bằng tiếng vang. Chúng ăn nhiều loại côn trùng, bao gồm muỗi, bọ cánh cứng và ruồi, mặc dù bướm đêm chiếm tới 90% khẩu phần ăn.

## Hình ảnh

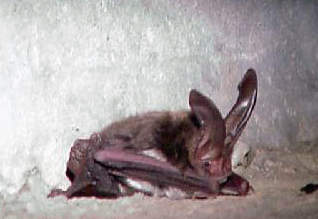